# Portland Guardian
The Portland Guardian foi um jornal semanal publicado entre 1842 e 1964 na cidade portuária de Portland, Victoria, Austrália. Era conhecido como Portland Guardian and Normanby General Advertiser de 1842 a 1876.
Foi fundado por Thomas Wilkinson e James Swords, e foi o segundo jornal a ser lançado no país de Victoria. Acabou por ser absorvido pelo rival local Portland Observer, com a edição final a aparecer no dia 26 de março de 1964.